# Олійник Марія Василівна
Марія Василівна Олійник (нар.14 лютого 1943, село Гарасимів Тлумацького району Івано-Франківської області) — український науковець, політичний та громадський діяч. Заступник голови Донецького обласного об'єднання Всеукраїнського товариства «Просвіта», голова Донецької обласної організації Конгресу українських націоналістів. Заступник голови Конгресу українських націоналістів.

## Життєпис
Народилась 14 лютого 1943 року в селі Гарасимів Тлумацького району Івано-Франківської області. У 1965 році закінчила Чернівецький державний університет, фізико-математичний факультет. Була направлена на роботу в новостворений Інститут прикладної математики і механіки Донецького Наукового центру Академії наук УРСР, в якому працювала з 1966 по 1991 роки. У 1980 році захистила кандидатську дисертацію, кандидат фізико-математичних наук.
З початком перебудови активно займається громадською діяльністю. З 1989 до 1992 року — відповідальний секретар Донецької обласної організації Всеукраїнського товариства «Просвіта» ім. Тараса Шевченка, з 1992 р. — заступник голови Донецької обласної організації ВУТ «Просвіта» ім. Тараса Шевченка, а з 2001 р. — заступник голови Всеукраїнського товариства «Просвіта» ім. Тараса Шевченка. З 1991 по 1992 рік перебувала в Української Республіканської партії, працювала організаційним референтом в Секретаріаті УРП. Згодом — голова Донецької обласної організації Конгресу Українських Націоналістів. З 2003 року — заступник голови Конгресу Українських Націоналістів. Марія Василівна багатолітній активіст руху за збереження україномовних шкіл на Донеччині.
Була кандидатом в Народні депутати на виборах у Верховну Раду 1998 року та на від виборчого блоку «Національний фронт» № 27 у списку та на Парламентських виборах 2012 року від політичної партії «Наша Україна», № 17 у виборчому списку.
Нагороджена Грамотою Верховної Ради України «За заслуги перед Українським народом», орденом княгині Ольги III ступеня, ювілейною медаллю «20 років незалежності України». Лауреат премії імені Олекси Гірника за 2009—2010 роки, премії імені Анатолія Погрібного за 2013 рік.